# Confederação Sul-Americana Universitária de Desportes
A Confederação Sul-Americana Universitária de Desportes é uma entidade que regulamenta o desporto universitário na América do Sul. Fundada em 1985, a entidade conta com a integração de oito países: Paraguai, Uruguai, Argentina, Chile, Peru, Colômbia, Equador e Brasil. É filiada a Organização Desportiva Universitária Pan-Americana (ODUPA)
Em 15 de junho de 2008, o diretor administrativo da Confederação Brasileira do Desporto Universitário, Sr. Alim Maluf foi eleito Presidente da Confederação Sul-Americana Universitária de Desportes - COSUD.